# Суамардергейде
Суамардергейде (нід. Suameerderheide, фриз. Sumarreheide) — селище в нідерландській провінції Фрисландія. Входить до муніципалітету Тіцьєркстерадел.